# Petrina Haingura
Petrina Namutenya Haingura (sinh ngày 27 tháng 7 năm 1959 tại Rundu, Vùng Okavango) là một chính trị gia người Namibia. Haingura là thành viên của SWAPO, và cô ấy giữ một vị trí trong Quốc hội Namibia từ năm 2005. Cô ấy lớn lên trong một gia đình ủng hộ SWAPO và là một phần của phong trào kể từ năm 1980. Vào thời điểm bầu cử vào Quốc gia Hội, Haingura được chọn làm Thứ trưởng Bộ Y tế và Dịch vụ xã hội. Cô cũng đã tham gia vào Hội đồng Phụ nữ của Đảng SWAPO.

## Giáo dục
Haingura kiếm được một chứng chỉ trong Điều dưỡng từ Trường Đào tạo y tế Onandjokwe Lutheran  vào năm 1980, bằng tốt nghiệp trong điều dưỡng từ Cao đẳng Điều dưỡng Oshakati năm 1984, bằng tốt nghiệp trong hộ sinh từ Cao đẳng Điều dưỡng Windhoek năm 1985, một bằng tốt nghiệp tiên tiến trong tăng cường sức khỏe và Chẩn đoán từ Đại học Namibia vào năm 1992, bằng tốt nghiệp về Sức khỏe Cộng đồng tại Tổ chức Nghiên cứu và Y tế Châu Phi ở Nairobi, Kenya và bằng thạc sĩ về Sức khỏe Cộng đồng của Đại học Liverpool.